# Dværgkaskelotter
Dværgkaskelotter (Kogiidae) er en familie af tandhvaler med mindst to eksisterende arter: almindelig dværgkaskelot og lille dværgkaskelot. Det er blevet foreslået, at den lille dværgkaskelot (Kogia sima) dækker over mindst to genetisk unikke arter. Der findes desuden et antal uddøde slægter. Som navnet antyder har de mange anatomiske ligheder med den egentlige kaskelot, såsom et firkantet hoved og meget lille underkæbe, men er meget mindre i størrelse. Kraniet er relativt mindre end for kaskelotten og rygfinnen mere fremtrædende. Dværgkaskelotter er også kendetegnet ved at have en farvetegning bagved øjet, der kan minde om gællespalten hos en haj.
Dværgkaskelotter færdes i små grupper og er sjældent i overfladen. Dette antages at være for at undgå rovdyr, særligt spækhuggere. De dykker dybt, antageligt mindst 500 m og lever primært af blæksprutter.Dværgkaskelotter har som de eneste tandhvaler en "blæksæk", som er en udposning på endetarmen og som indeholder flere liter flydende rød afføring.   På samme måder som blæksprutter kan dværgkaskelotter således udsende en sky af "blæk", for at forvirre eller afskrække rovdyr. 
Dværgkaskelotter kan træffes over hele jorden i de dybe dele af oceanerne mellem ca. 50 grader nord og 50 grader syd. Det meste af den tilgængelige viden om dværgkaskelotter stammer fra dyr bifanget på langliner eller strandede dyr.

## Systematik
Der er uenighed om dværgkaskelotterne hører hjemme i kaskelotfamilien eller de skal have deres egen familie. Forskning baseret på mitokondrielt DNA peger på et tæt forhold mellem Kogiidae og kaskelothval, hvilket også understøttes af anatomien af de lydproducerende strukturer i hovedet, navnlig tilstedeværelsen af et spemacetorgan.  Andre fylogenetiske resultater peger på et tættere forhold mellem dværgkaskelotter og næbhvaler og andre igen på slægtskab med Gangesfloddelfin (Platanista).